# Devil May Care (häst)
Devil May Care, född 7 maj 2007, död 4 maj 2011, var ett engelskt fullblod.

## Bakgrund
Devil May Care var ett brunt sto efter Malibu Moon och under Kelli's Ransom (efter Red Ransom). Hon föddes upp av Diamond A Racing Corp. och ägdes av Glencrest Farm. Hon tränades under tävlingskarriären av Todd Pletcher.
Devil May Care tävlade mellan 2009 och 2010, och sprang totalt in 724 000 dollar på 9 starter, varav 5 segrar. Hon tog karriärens största segrar i Frizette Stakes (2009), Bonnie Miss Stakes (2010), Mother Goose Stakes (2010) och CCA Oaks (2010).
Devil May Care var det enda stoet som deltog i 2010 års upplaga av Kentucky Derby, och slutade 10:a efter segrande Super Saver.
Devil May Care avlivades den 4 maj 2011 efter en bekräftad diagnos av cancerformen lymfosarkom.

## Statistik
| Plac. | Jockey            | Löp                    | 1:a            | 2:a                | 3:a            | Tid     |
| ----- | ----------------- | ---------------------- | -------------- | ------------------ | -------------- | ------- |
| 4     | John Velazquez    | Alabama-G1             | Blind Luck     | Havre de Grace     | Acting Happy   | 2:03.89 |
| 1     | John Velazquez    | Coaching Club America  | Devil May Care | Biofuel            | Acting Happy   | 1:49.42 |
| 1     | John Velazquez    | Mother Goose-G1        | Devil May Care | Connie And Michael | Biofuel        | 1:42.06 |
| 10    | John Velazquez    | Kentucky Derby-G1      | Super Saver    | Ice Box            | Paddy O'Prado  | 2:04.45 |
| 1     | John Velazquez    | Bonnie Miss-G2         | Devil May Care | Amen Hallelujah    | Joanie's Catch | 1:49.06 |
| 5     | Javier Castellano | Silverbulletday-G3     | Jody Slew      | Quite Temper       | Age Of Humor   | 1:45.80 |
| 11    | John Velazquez    | BC Juvenile Fillies-G1 | She Be Wild    | Beautician         | Blind Luck     | 1:43.80 |
| 1     | John Velazquez    | Frizette-G1            | Devil May Care | Awesome Maria      | Nonna Mia      | 1:35.07 |
| 1     | John Velazquez    | Msw-G1                 | Devil May Care | Katy Now           | Vaporize       | 1:11.65 |